# Miska Hauser

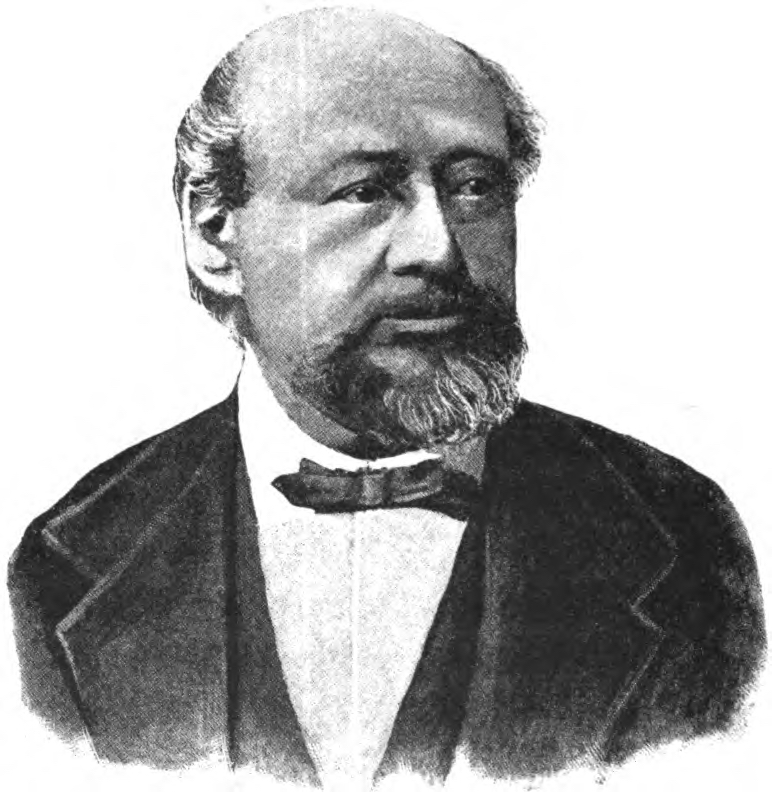
Miska Hauser

Miska (Michael) Hauser (* 1822 in Preßburg; † 8. Dezember 1887 in Wien) war ein österreichisch-ungarischer Violinvirtuose und Komponist.

## Leben

### Ausbildung
Hausers Vater, ein bekannter Violinist und Freund Beethovens, weckte in seinem Sohn die Leidenschaft für das Violinspiel. Seine erste musikalische Ausbildung erhielt Hauser in Preßburg bei Josef Matalay. Ab 1835 setzte er in Wien seinen Unterricht im Violinspiel bei Joseph Böhm und Joseph Mayseder fort und studierte Komposition bei Conradin Kreutzer und Simon Sechter.

### Konzertreisen
Von 1839 an unternahm Hauser eine große Zahl ausgedehnter Konzertreisen durch Deutschland, Skandinavien und Russland und erwarb sich den Ruf eines ausgezeichneten Violinvirtuosen. Im Sommer 1847 kehrte er nach Preßburg zurück um seine Kompositionsstudien fortzusetzen. In dieser Zeit waren seine Preßburger Konzerte mit dem Pianisten Anton Rubinstein von besonderer Bedeutung. 1850 ging er nach England und von dort aus in die USA, wo er eine Reihe größerer Konzertreisen unternahm. 1853 bereiste er Kalifornien und Südamerika, am 15. September 1854 begab er sich nach Australien, wo er in allen größeren Städten auftrat.

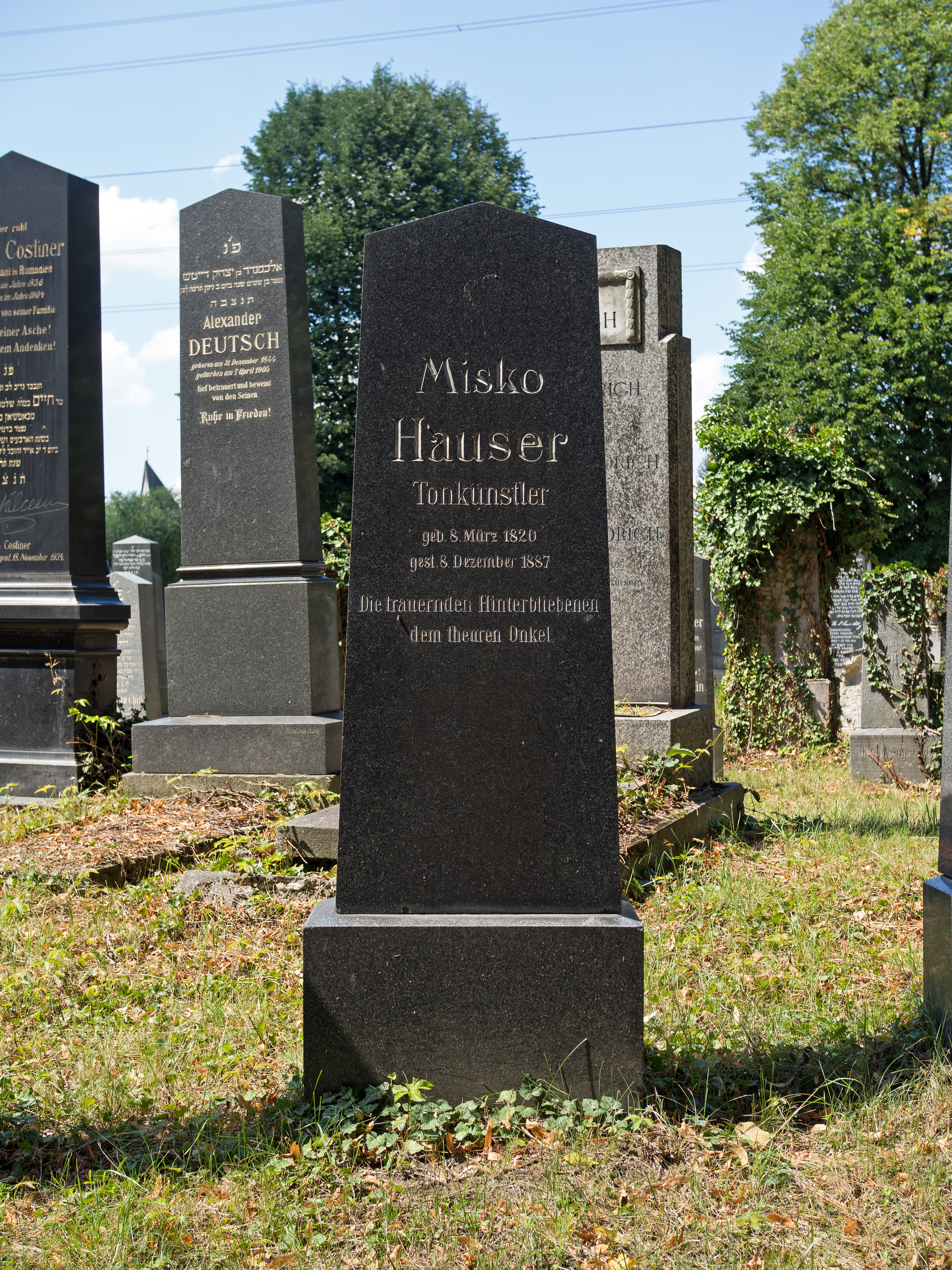
Grab von Miska Hauser (mit abweichendem Namen und Geburtsjahr) auf dem Wiener Zentralfriedhof

Am 15. Juli 1858 kehrte er über Indien, Ägypten und Malta in seine Heimat Wien zurück, um in der Saison 1858/59 in den größten Städten der österreichisch-ungarischen Monarchie zu konzertieren.
Ab 1860 nahm Hauser seine Auslandstourneen wieder auf, spielte am Hof des türkischen Sultans in Konstantinopel und mit großem Erfolg am italienischen Königshof, wobei er von König Viktor Emanuel II. zum Ritter des heiligen Mauritius und Lazarus-Ordens ernannt wurde.
1861–1864 folgten Konzerte in Paris und Berlin, 1874 gab er sein letztes öffentliches Konzert in Köln.
Durch seine effektvolle Technik und Virtuosität gehörte Hausers Auftreten zu den größten musikalischen Ereignissen Europas.
Miska Hauser fand seine letzte Ruhestätte im alten israelitischen Teil des Wiener Zentralfriedhofs.

## Schriften und Werke
Hauser schrieb einige kleinformatige Violonkompositionen, von denen Lieder ohne Worte für Violine und Rhapsodie hongroise für Violine die populärsten waren. Die Besonderheit seiner Werke war dabei die Verwendung von ungarisch rhythmischen Intonationseigenheiten.
Seine zuerst in der Ostdeutschen Post (Wien) als Briefe veröffentlichten Eindrücke von seiner großen amerikanischen Reise gab Hauser später in Buchform heraus:
- Aus dem Wanderbuch eines österreichischen Virtuosen. Leipzig 1858/59, 2 Bände